# سلنیم خالص
سلنیم خالص  (به انگلیسی: Selenium_natif) با فرمول شیمیایی Se از مجموعه کانی هاست و قابل انعطاف ازکلمه یونانی Selene به معنای الهه ماه گرفته شده‌است. Se:۱۰۰٪  برای اولین بار در چک اسلواکی کشف شد و از نظر شکل بلور: منشوری، رنگ: خاکستری - خاکستری ارغوانی، شفافیت: نیمه شفاف، جلا: نیمه فلزی، رخ: خوب - مطابق با سطح /۰۱۱۲/، سیستم تبلور: تری کلینیک  است  و منشأ تشکیل آن ثانوی است.
همایند کانی‌شناسی (پارانژ) آن - پیریت- کانیهای اورانیوم دار- سلنیورها است
، از نظر ژیزمان بلوری - دانه‌های ایزومتریک - تجمع‌های رشته‌ای - پوشش غبارمانند کمیاب است و بیشتر در آمریکا، روسیه و چک اسلواکی یافت می‌شود.

## منبع
- پردیس کشاورزی ایران